# سوين كونيغ
سوين كونيغ هو لاعب كرة قدم سويسري في مركز حراسة المرمى، ولد في 3 سبتمبر 1985 في أراو في سويسرا. شارك مع منتخب سويسرا تحت 17 سنة لكرة القدم. أما مع النوادي، فقد لعب مع نادي آراو ونادي بيلينزونا ونادي غراسهوبر زيوريخ ونادي فادوتس ونادي فولن ونادي لوزيرن.

## وصلات خارجية
- سوين كونيغ على موقع قاعدة بيانات كرة القدم.إي يو (الإنجليزية)
- سوين كونيغ على موقع Soccerway.com (الإنجليزية)